# Галле, Корнелис (младший)
Корнелис Галле Младший, или Корнелиус Галле Второй (нидерл. Cornelis Galle II, 23 февраля 1615, Антверпен — 18 октября 1678, Антверпен) — фламандский рисовальщик, гравёр эпохи североевропейского маньеризма. Член большой семьи художников Галле. Мастер репродукционной гравюры и книжной иллюстрации.

## Жизнь и творчество
Корнелис Младший родился в Антверпене в семье Анны ван дер Мотте и Корнелиса Галле Старшего, рисовальщика и гравёра из Антверпена. Его дед Филипп Галле был голландским гравёром и издателем, переехавшим на работу в Антверпен в конце 1569 года.
Корнелис Галле Младший был принят в антверпенскую Гильдию Святого Луки в качестве «сына мастера» (wijnmeester) в период с 18 сентября 1638 года по 18 сентября 1639 года. В октябре 1639 года он присоединился к «Братству пожилых холостяков» (Sodaliteit van de Bejaerde Jongmans) при ордене иезуитов.
23 декабря 1641 года Корнелис женился на Франсуазе Нис, дочери Якоба Ниса. У супругов было четверо детей, из которых Корнелис Галле III также стал художником-гравёром.
Франсуаза Нис умерла 16 октября 1678 года в Антверпене. Корнелис скончался два дня спустя. Оба были похоронены в хоре церкви Св. Георгия в Антверпене.
Корнелис в основном работал над иллюстрациями для издательства Плантена в Антверпене. Гравировал иллюстрации и фронтисписы, в том числе по оригиналам П. П. Рубенса и других художников. Он также гравировал иллюстрации для нескольких публикаций археолога и антиквара Жан-Жака Шифле из графства Бургундия, обосновавшегося в Антверпене.
- Портрет Жан-Жака Шифле. 1647
- Портрет Филиппа IV, короля Испании.
- Благовещение. Между 1650 и 1653
- Поклонение волхвов (Три царя). 1650—1653
- Ecce Homo (Се человек). 1670—1735
- Mater Dolorosa (Матерь Скорбящая). Между 1638 и 1650
- Лузитания. По оригиналу Э. Квеллинуса Второго. Ок. 1639
- История, сидящая на троне. Титульный лист к изданию «Liutprand». Антверпен, 1640
- Exitus Acta probat (Результат оправдывает действие). По оригиналу Н. ван дер Хорста. Между 1627 и 1678